# Heltermaa
Koordinaten: 58° 52′ N, 23° 3′ O
Heltermaa (deutsch Helterma) ist ein Dorf (estnisch küla) in der estnischen Landgemeinde Hiiumaa (bis 2017: Landgemeinde Pühalepa) auf der zweitgrößten estnischen Insel Hiiumaa (Dagö). Es liegt direkt an der Ostsee, ca. 25 Kilometer südöstlich der Inselhauptstadt Kärdla (Kertel). Heltermaa hat 40 Einwohner (Stand 31. Dezember 2011).

## Geschichte
Heltermaa wurde erstmals 1620 unter dem Namen Heltermecky als Gehöft erwähnt. Der Ort erlangte vor allem Bedeutung als kürzeste Verbindungsstrecke zwischen der Insel Hiiumaa und dem estnischen Festland. Im Frühling, Sommer und Herbst wurde die Strecke mit speziellen Segelbooten zurückgelegt, im Winter überquerte man die zugefrorene Ostsee zu Fuß oder zu Pferd.

## Hafen Heltermaa
In Heltermaa befindet sich der wichtige Fährhafen Hiiumaas. Er wurde 1860 auf Initiative der örtlichen deutschbaltischen Gutsbesitzer gegründet. In den 1870er Jahren unterhielt das Dampfschiff Progress eine regelmäßige Fährverbindung zwischen Haapsalu (Hapsal) und Heltermaa.
Von Heltermaa verkehren heute regelmäßig Personen- und Autofähren zum Hafen von Rohuküla (Rohho) auf dem Festland. Im 1996 wurden ein neues Hafenterminal sowie ein Hotel eingeweiht. 1998 wurde der Meeresgrund zwischen Heltermaa und dem Festland vertieft und die neue Fähre Ofelia in Betrieb genommen. Ein Jahr später wurde auch der neue Yacht-Hafen fertiggestellt.
In der Nähe des Hafens befindet sich seit dem Jahr 2000 auf dem Meer eine Statue des estnischen Bildhauers Aulin Rimm (1930–1999).

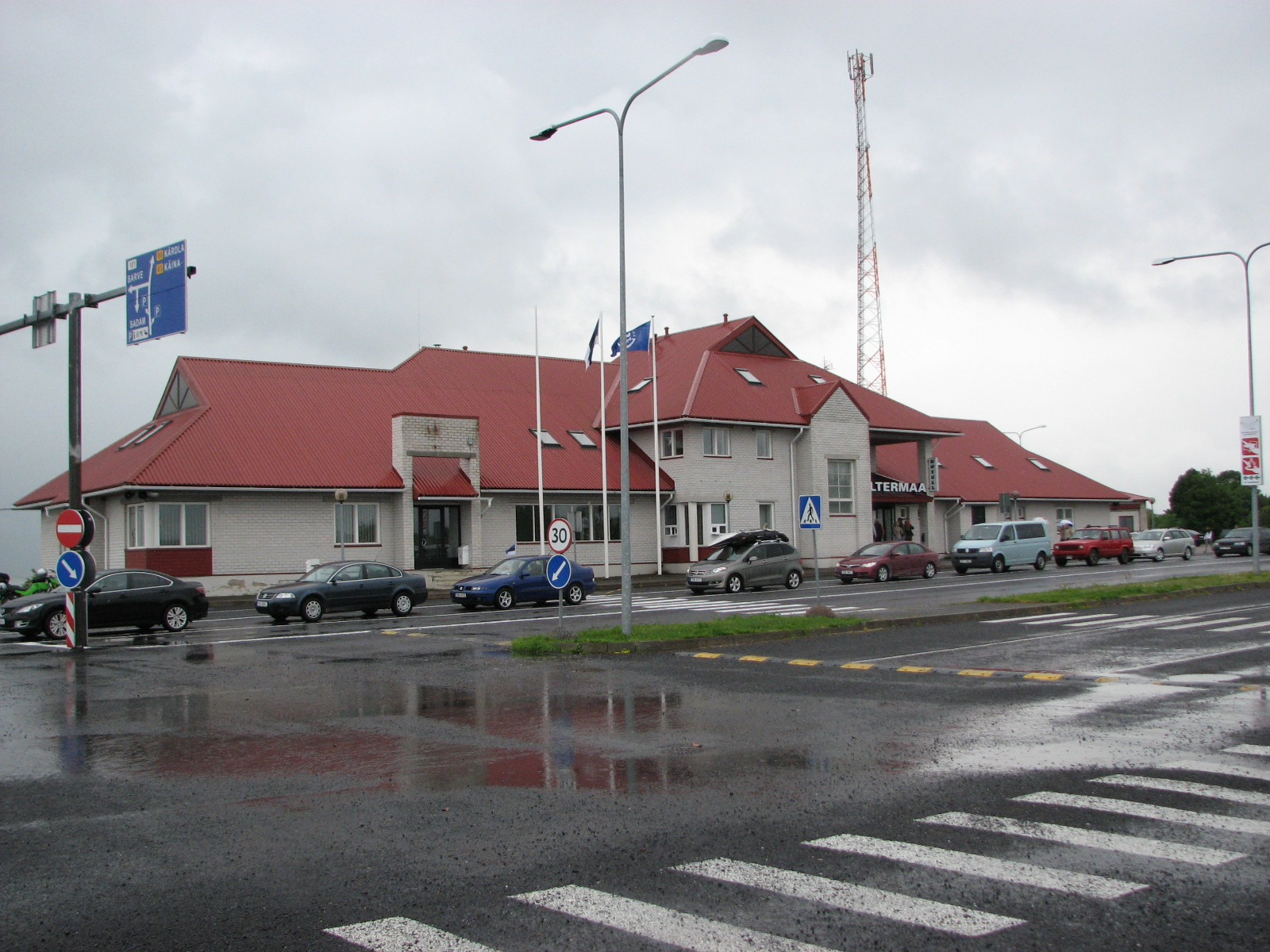
Hafengebäude
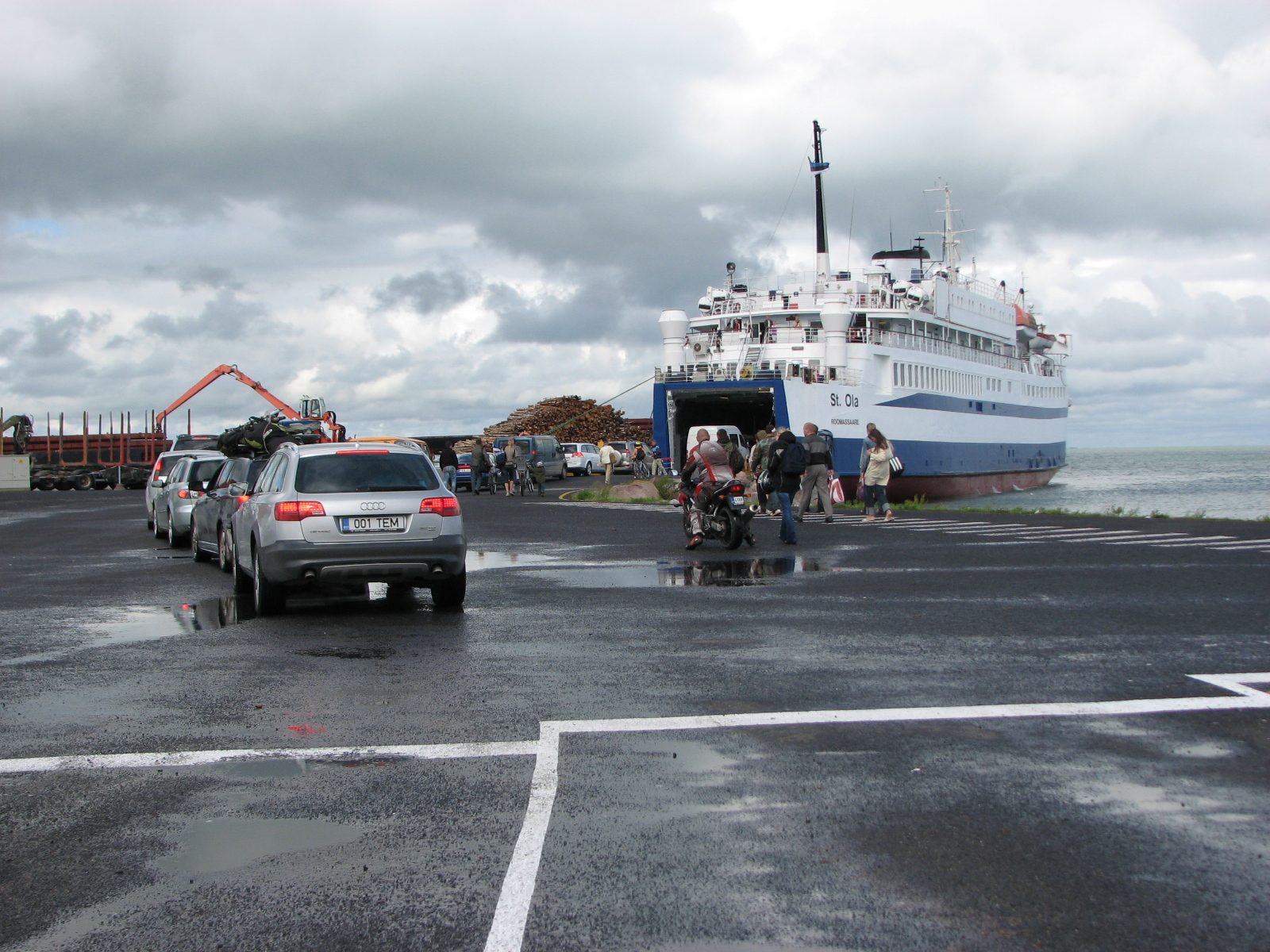
Blick vom Hafengebäude in Richtung des Kais
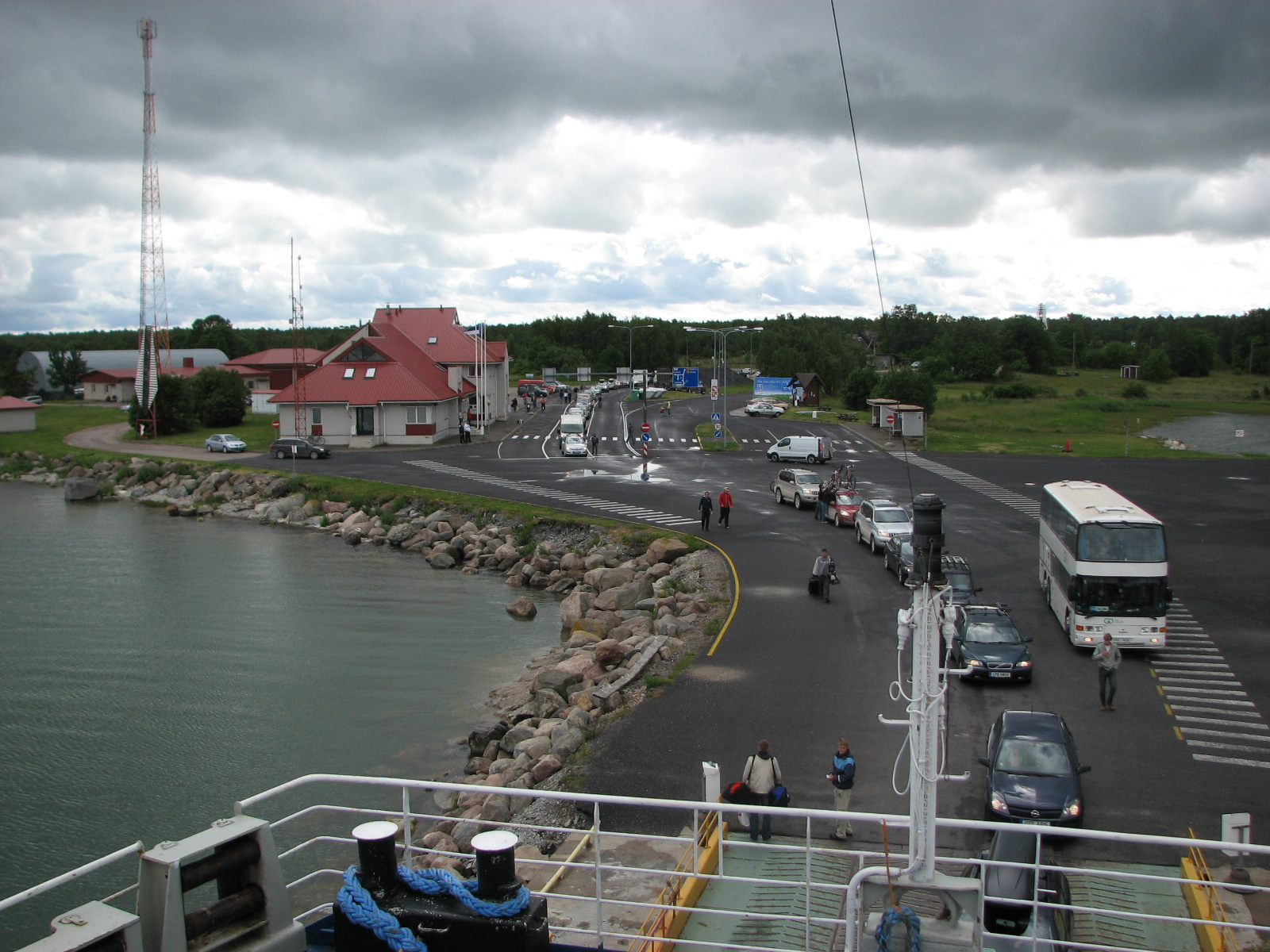
Blick vom Meer auf den Hafen
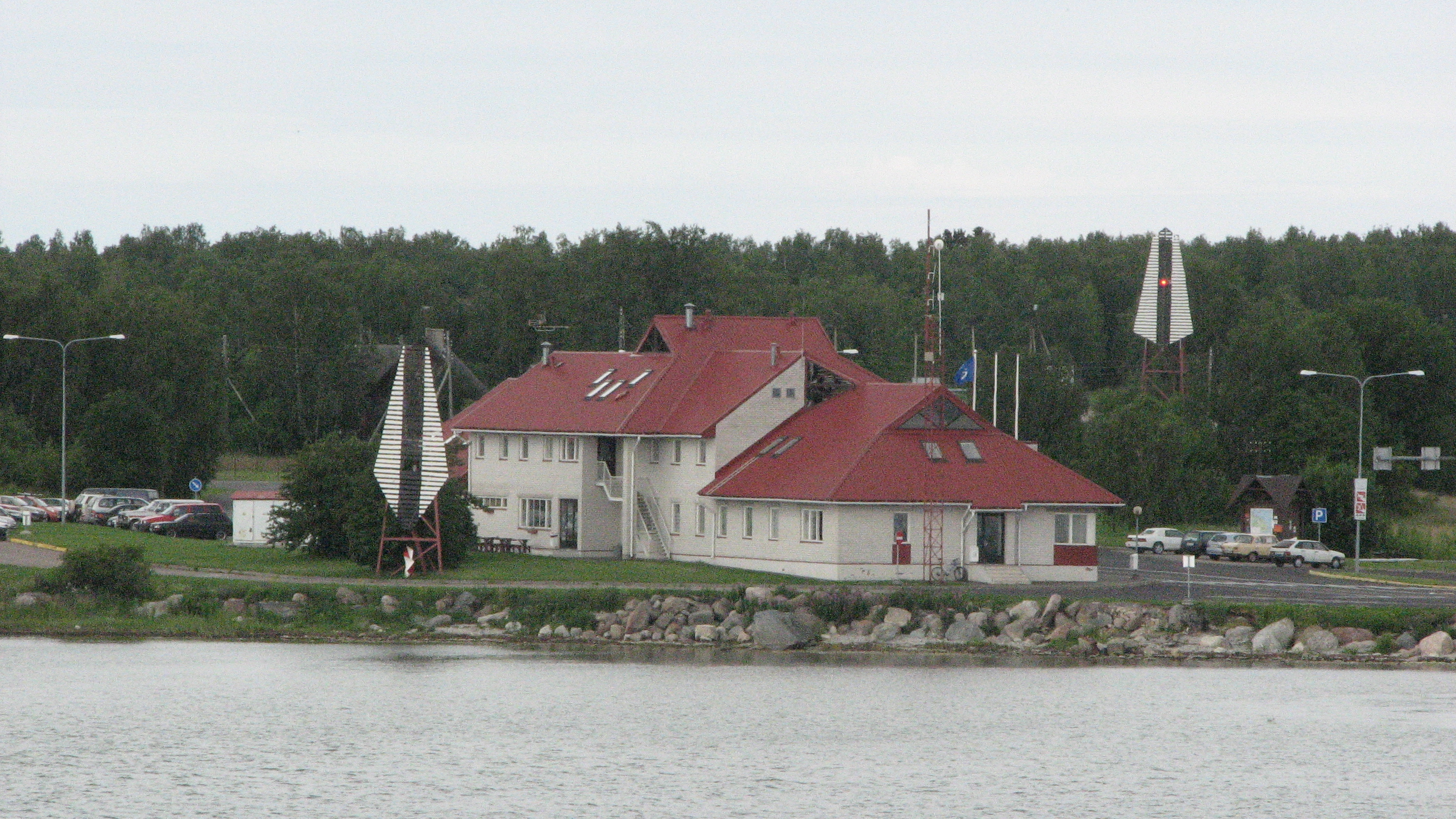
Leuchtzeichenanlagen
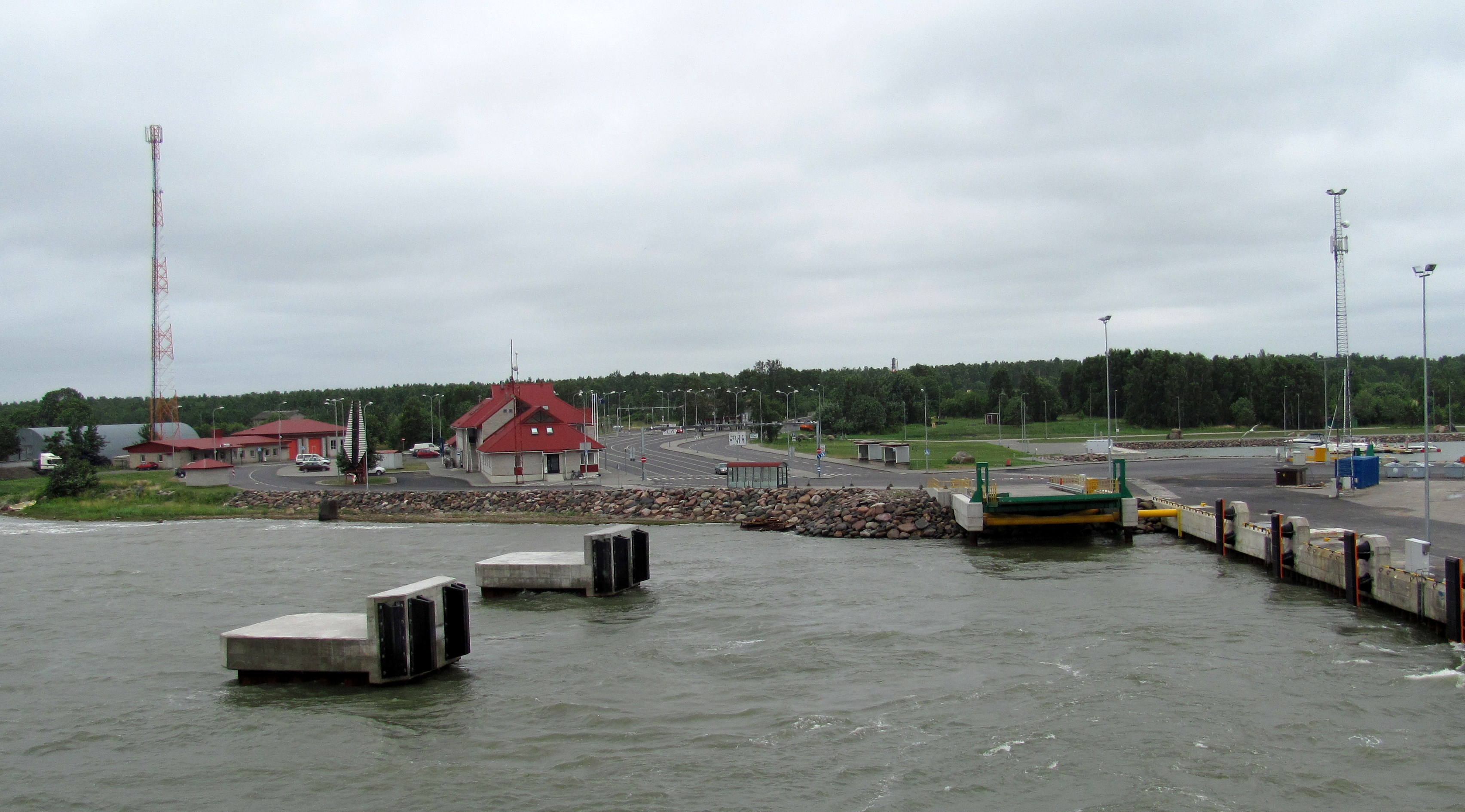
Blick auf den Hafen